# Carl Gustafsson
Carl Ivar Gustafsson (18 marzo 2000) è un calciatore svedese, centrocampista del Kalmar.

## Caratteristiche tecniche
È un centrocampista difensivo.

## Carriera

### Club
Cresciuto nel settore giovanile dell'IFK Berga, nel 2013 si trasferisce al Kalmar con cui firma il suo primo contratto professionistico nel 2019. Debutta in prima squadra il 18 agosto 2019 giocando l'incontro di Allsvenskan vinto 2-1 contro l'AIK.

### Nazionale
Ha giocato nelle nazionali giovanili svedesi Under-17, Under-19 ed Under-21.
Nel 2023 ha esordito in nazionale maggiore.

## Statistiche
Statistiche aggiornate al 12 aprile 2021.

### Presenze e reti nei club
| Stagione        | Squadra         | Campionato      | Campionato | Campionato | Coppe nazionali | Coppe nazionali | Coppe nazionali | Coppe continentali | Coppe continentali | Coppe continentali | Altre coppe | Altre coppe | Altre coppe | Totale | Totale | Totale |
| Stagione        | Squadra         | Comp            | Pres       | Reti       | Comp            | Pres            | Reti            | Comp               | Pres               | Reti               | Comp        | Pres        | Reti        | Pres   | Reti   |        |
| --------------- | --------------- | --------------- | ---------- | ---------- | --------------- | --------------- | --------------- | ------------------ | ------------------ | ------------------ | ----------- | ----------- | ----------- | ------ | ------ | ------ |
| 2019            | Kalmar          | A               | 7          | 0          | CS              | 0               | 0               |                    | -                  | -                  |             | -           | -           | 7      | 0      |        |
| 2020            | Kalmar          | A               | 17         | 0          | CS              | 3               | 1               |                    | -                  | -                  |             | -           | -           | 21     | 1      |        |
| 2021            | Kalmar          | A               | 1          | 0          |                 | -               | -               |                    | -                  | -                  |             | -           | -           | 1      | 0      |        |
| Totale carriera | Totale carriera | Totale carriera | 25         | 0          |                 | 3               | 1               |                    | -                  | -                  |             | -           | -           | 28     | 1      |        |